# Michał z Wiślicy
Michał z Wiślicy (ur. ok. 1499 najprawdopodobniej w Wiślicy, zm. 22 listopada 1575 w Krakowie) – astrolog, astronom, teolog, profesor Akademii Krakowskiej.
Pochodził najprawdopodobniej z rodziny mieszczańskiej. Studia uniwersyteckie rozpoczął w semestrze letnim 1517 roku, uzyskując w 1521 roku bakalaureat, a następnie,  w 1524 r. magisterium sztuk wyzwolonych. Bezpośrednio po zakończeniu studiów został wykładowcą Akademii Krakowskiej. Wykładał filozofię, astrologię, dzieła Arystotelesa, Euklidesa, Ptolemeusza. Był płodnym pisarzem, jego dzieła były chętnie drukowane, nie tylko po łacinie, ale również po polsku. Po roku 1540 zarzucił całkowicie pisanie, skoncentrował się na studiach teologicznych i kolekcjonowaniu książek (pokaźne zbiory przekazał Alma Mater).

## Dzieła
- Praktyka gwiazd biegu po polsku w Krakowie uczyniona na rok 1536. Kraków, Florian Ungler, [1535/1536] (dzieło zawiera przepowiednie na rok boży 1536)
- De auge communi cum Tabula motus augium (ok. 1523 r.)
- De correctione Kalendarii Romani (1527 r.)
- Tabula introitus Solis in Arietem anno pro meridiano Cracoviensi (1530 r.),